# Ochyrocera caeruleoamethystina
Ochyrocera caeruleoamethystina là một loài nhện trong họ Ochyroceratidae. Loài này phân bố ở Frans-Guyana.